# Coleocornutia ecbataniella
Coleocornutia ecbataniella är en fjärilsart som beskrevs av Hans Georg Amsel 1961. Coleocornutia ecbataniella ingår i släktet Coleocornutia och familjen mott. Inga underarter finns listade i Catalogue of Life.